# Блохино (Лямбірський район)
Бло́хино (рос. Блохино, ерз. Блохино) — присілок у складі Лямбірського району Мордовії, Росія. Входить до складу Берсеневського сільського поселення.

## Населення
Населення — 151 особа (2010; 152 у 2002).
Національний склад (станом на 2002 рік):
- росіяни — 88 %

## Особистості
В селі народився Вілков Михайло Іванович (1924—1992) — український радянський живописець.